# Fritzi Schwingl
Friederike „Fritzi“ Schwingl (* 28. Juli 1921 in Wien; † 9. Juli 2016 in Kötschach-Mauthen, Kärnten) war eine österreichische Kanutin. Sie gewann bei den Olympischen Spielen 1948 die Bronzemedaille.
Bei den Olympischen Spielen 1948 in London und 1952 in Helsinki wurde bei den Damen jeweils nur ein Wettbewerb ausgetragen, der Einer über 500 Meter. Bei den Spielen in London fanden die Wettbewerbe auf der Themse bei Henley statt. Im Einer siegte die Dänin Karen Hoff vor Lida van der Anker-Doedens, Dritte wurde Fritzi Schwingl aus Österreich mit einer Zehntelsekunde Rückstand auf die Niederländerin. Vier Tage nach dem Einerfinale wurde ebenfalls in Henley die Weltmeisterschaft im nichtolympischen Zweierkajak ausgetragen. Es gewann Karen Hoff zusammen mit Bodil Svendsen vor dem tschechoslowakischen Boot; Bronze erhielten Fritzi Schwingl und Gertrude Liebhart.
Zwei Jahre später fanden die Kanu-Weltmeisterschaften in Kopenhagen statt. Im Einer siegte die Finnin Sylvi Saimo vor Karen Hoff und Fritzi Schwingl. Im Zweierkajak siegten Sylvi Saimo und Greta Grönholm, dahinter erhielten Schwingl und Liebhart die Silbermedaille. Nachdem 1952 Gertrude Liebhart bei den Olympischen Spielen gestartet war, trat Fritzi Schwingl erst bei den Weltmeisterschaften 1954 in Mâcon wieder im Einer an. Es siegte die für das Saarland startende Therese Zenz, Fritzi Schwingl erhielt die Silbermedaille. Nachdem sie meist im Schatten der erfolgreichen Skiläuferinnen gestanden hatte, wurde Fritzi Schwingl am 23. Februar 1955 mit 146 Stimmpunkten zur Sportlerin des Jahres 1954 gewählt; ein Jahr zuvor war sie am 21. Januar 1954 mit 134 Stimmpunkten (hinter Trude Klecker/213 Stimmpunkte) Zweite bei der Wahl zur Sportlerin des Jahres 1953 geworden.
Nach Fritzi Schwingl und Gertrude Liebhart dauerte es 56 Jahre, bis wieder eine österreichische Kanutin eine olympische Medaille erhielt. 2008 gewann Violetta Oblinger-Peters Bronze im Kanuslalom.
1996 erhielt Schwingl, die in Klosterneuburg lebte, das Goldene Verdienstzeichen der Republik Österreich.